# Per Ulrik Gussander
Per Ulrik Gussander, född 26 mars 1793, död 26 april 1871 var en främjare av mejerinäringen och svensk militär.
Gussander blev officer 1808 och deltog som brigadadjutant vid Dalregementet med utmärkelse i affärerna vid Lier, Medskog, Skotterud med flera under norska fälttåget. Han blev 1815 kapten vid Jämtlands regemente och fick 1823 avsked som major.

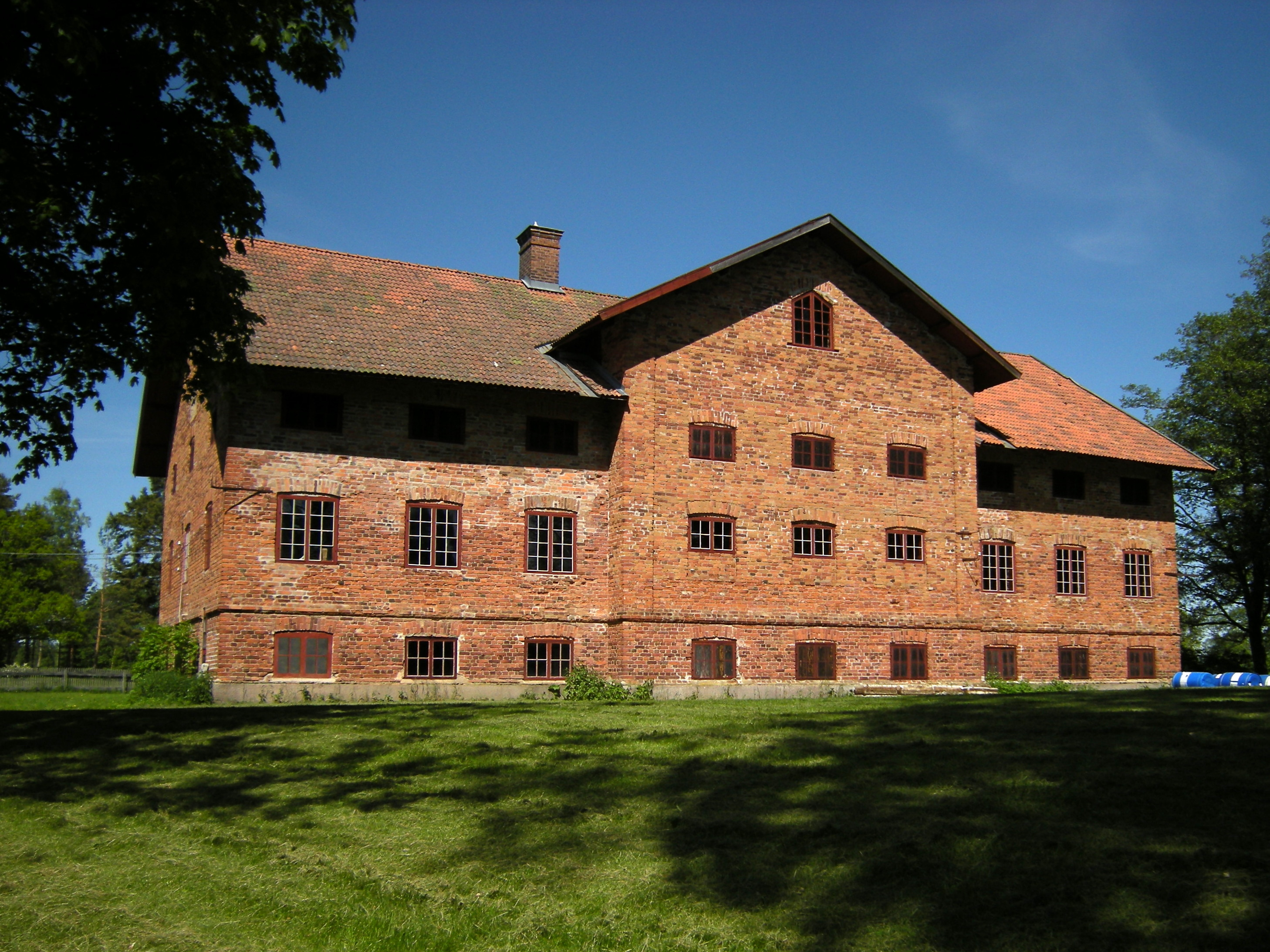
"Tegelmagasinet", Gammelstilla mejeri.

Gussander ägnade sig sedan som ägare av Gammelstilla bruk i Gästrikland åt utvecklingen av mejerinäringen, vilken han bedömde vara av största vikt för Sveriges jordbruksekonomi. Särskilt känd blev han genom sin nya gräddsättningsmetod, vilken dock snart undanträngdes. Gussander, som även på andra sätt arbetade för mjölkhushållningens utveckling, anlade på Gammelstilla den första svenska fabriken för mejerikärl av järnbleck samt inrättade 1865 landets första mejeri på sin egendom Mogård i Hälsingland.
Gussander var ledamot av Lantbruksakademien (1863). Hans skrift Fullständig underrättelse om bästa sättet att erhålla den högsta nu kända vinsten af mjölken (1852; andra upplagan 1861) är översatt till tyska och finska.